# Jessica Fridrichová
Jessica Fridrich (* 1964 Ostrava jako Jiří Fridrich) je profesorkou na Binghamtonské univerzitě, která se specializuje na aplikace pro skrytí dat v digitálních obrazech. Je také známá dokumentováním a popularizací metody CFOP (někdy označované jako „metoda Fridrich“), jedné z nejčastěji používaných metod pro rychlé řešení Rubikovy kostky, známé také jako speedcubing.

## Metoda Fridrich
Spolu s Larsem Petrusem je považována za jednu z průkopníků speedcubingu. Téměř všichni nejrychlejší speedcubeři založili své metody na té od Jessiky Fridrichové, obvykle označované jako CFOP (kříž, první dvě vrstvy, orientace poslední vrstvy, permutace poslední vrstvy).
Metoda popisuje řešení složení kostky způsobem vrstva po vrstvě. Nejprve se na první vrstvě vytvoří „kříž“, který se skládá ze středového kusu a čtyř okrajů. Rohy první vrstvy a hrany druhé vrstvy jsou umístěny současně do správných poloh (čtyři páry). Poslední vrstva je řešena nejprve orientací a poté permutováním poslední vrstvy kostky pomocí několika sad algoritmů.
Ještě pod jménem Jiří Fridrich reprezentovala v roce 1982 Československo na mistrovství světa ve skládání Rubikovy kostky, na které se v sedmnácti letech kvalifikovala díky svému vítězství na domácím šampionátu s časem 23,55 sekund. Čas 29,11 s pro ni znamenal zisk 10. místa z celkových devatenácti účastníků, zvítězil čas 22,95 sekund Američana Minha Thai.

## Profesionální život
Jessica Fridrichová pracuje jako profesorka na Katedře elektrotechniky a informatiky na univerzitě v Binghamtonu a specializuje se na digitální vodoznaky a forenziku. V roce 1987 získala titul Dipl. Ing. v oboru aplikovaná matematika na Českém vysokém učení technickém v Praze a doktorát v oboru systémová věda na Binghamtonské univerzitě v roce 1995.

### Dílo
Binghamtonská univerzita uvádí rozsáhlý seznam přednášek a prezentací o tématech digitální forenziky, steganografie a steganalýzy, bezztrátového embedování a autentizace, vodoznacích pro autentizaci obrázků a dalších tématech a dokumenty nabízí ke stažení.
Jessica Fridrich je autorkou publikace Steganography in Digital Media: Principles, Algorithms, and Applications z roku 2009 o steganografii v digitálních médiích.